# 3 Sud Est
I 3 Sud Est (stilizzati anche come 3rei Sud Est o 3SE) sono un gruppo musicale rumeno di genere dance, composto da Viorel Sipos, Laurențiu Duță e Mihai Budeanu e costituitosi nel 1997.

## Storia del gruppo
I 3 Sud Est si sono formati il 17 settembre 1997 a Costanza, composta dai tre membri Laurențiu Duță (n. 1976), Mihai Budeanu (n. 1974) e Viorel Șipoș (n. 1974). I tre si erano precedentemente incontrati nel 1993 durante il festival annuale di Mamaia.
Dopo i primi singoli, nel 1998 pubblicano il loro album di debutto, intitolato appunto 3SE, il singolo omonimo ha scalato le vette della classifica rumena, vendendo 200.00 copie per audiocassetta e 6000 per CD nel paese, a quel tempo un vero record e che li valse il soprannome di "re della musica dance". Altri singoli di successo sono Ai Plecat, De ziua ta e Amintirile.
Nel 2000 seguono i brani Visul Meu (dall'omonimo album, anch'esso un successo di vendite) e Îmi Plac Ochii Tăi, brano che sarà utilizzato nella sigla di O la va, o la spacca di Ezio Greggio. Nel 2001 vengono presentati da Cristiano Malgioglio nel programma Unomattina dove furono definiti "la miglior band musicale rumena". Sempre in questo periodo vincono diversi premi come il Bravo Otto Award e il festival di Mamaia, oltre che un totale di 800.000 copie vendute nel paese.
Pubblicati altri album, anch'essi successi, come Starurile dance vă colindă, in collaborazione con altri artisti e la compilation Turneul Muzica Antidrog, nel 2008 la band decide di sciogliersi, interessati a intraprendere carriere indipendenti, ma si riuniranno una singola volta durante i Romanian Music Awards 2012, infatti Duță era stato nominato (e poi vinse) nella categoria "canzone migliore" per un suo progetto solista e si decisero ad esibirsi a sorpresa.
Due anni più tardi, nel 2014, annunciano ufficialmente il loro ritorno pubblicando il singolo Emoție, accompagnato da una serie di concerti e materiale promozionale della band come raccolte e best-of. In seguito pubblicano l'album Epic (2018), contenente videoclip per ogni canzone, un album live sul loro ritorno alle scene e si sono concentrati principalmente sulla pubblicazione di singoli come Focul, Valuri, Mai Stai e Jumătatea mea mai bună, pubblicata nel 2021 e in collaborazione con Andra, che è divenuta presto virale.

## Discografia

### Album
- 1998 - 3SE
- 1999 - Visul Meu
- 2001 - Sentimental
- 2003 - Symbol
- 2005 - Cu Capu-n Nori
- 2006 - Iubire
- 2007 - Best Of 1997 - 2007
- 2018 - Epic

### Singoli e EP
- 1998 - Mix
- 1999 - Mileniul III
- 2000 - Îmi Plac Ochii Tăi
- 2000 - Discul EP
- 2001 - Te Voi Pierde
- 2002 - Top
- 2014 - Emoții[8]
- 2014 - Liberi
- 2015 - Mai stai (feat. Inna)
- 2015 - Tic tac
- 2016 - Adio
- 2016 - Cine ești?
- 2017 - Stele
- 2018 - Dansăm în ploaie
- 2019 - Focul
- 2019 - Prietenia
- 2019 - Epic
- 2020 - Valuri
- 2021 - Jumătatea mea mai bună (feat. Andra)
- 2022 - De-ar vorbi inima

### Compilation
- 3 Sud Est Prezintă Starurile Dance Vă Colindă (2001)
- Turneul Antidrog Live (2002, con Cristiana Răduță e Animal X)